# Вид на Нарден
«Вид на Нарден» (нід. Gezicht op Naarden) — картина голландського живописця Якоба ван Рейсдала. Створена у 1647 році. Зберігається у Музеї Тіссен-Борнеміса в Мадриді (інв. №354 (1930.99)).

## Опис
Пейзаж був улюбленим жанром живопису в Голландії сімнадцятого століття, і Якоб ван Рейсдал, який виріс у родині відомих художників, став одним з найкращих майстрів цього жанру. Хоча композиція цієї картини і відрізняється глибокою продуманністю, вона відноситься до раннього періоду творчості Рейсдала і в ній проступає вплив Яна ван Гоєна, Геркулеса Сегерса і Гендріка Гольціуса. Перспектива вибрана надзвичайно вдало, цьому сприяє і більш низька, ніж зазвичай прийнято, лінія горизонту, що надає більшого значення небу. Трактування світла та гра світлотіні нагадують манеру Рембрандта.
Картина перебувала у колекції Річарад Гровнора, другого маркіза Вестмінстерського і залишалась у володінні родини Гровнорів упродовж декількох поколінь з другої половини 19 століття і до першої чверті 20 століття. Потім вона з'явилась на художньому ринку у Великій Британії, у підсумку потрапила до галереї Маттізен в Берліні, де вона і була викуплена у 1928 році або раніше для колекції Тіссен-Борнеміса.